# Generaloberst
Generaloberst, w spolszczeniu generał pułkownik – historyczny wysoki stopień generalski nadawany w cesarskiej i królewskiej Armii, Armii Cesarstwa Niemieckiego, Reichswehrze, Wehrmachcie (wyłącznie w Heerze i Luftwaffe), Waffen-SS, Ordnungspolizei oraz przy obniżonej randze (do równej zlikwidowanemu Generalowi) w Nationale Volksarmee i Grenztruppen der DDR. Odpowiednikiem polskim jest generał, w przypadku stopni NRD generał broni.